# 방문객 (2005년 영화)
《방문객》(프랑스어: Le Passager, 영어: The Passenger)은 프랑스에서 제작된 에릭 카라바카 감독의 2005년 드라마 영화이다. 에릭 카라바카 감독이 주연으로 출연하였고 Michel Saint-Jean 등이 제작에 참여하였다.

## 출연

### 주연
- 에릭 카라바카
- 줄리 드빠르디유

### 조연
- 빈센트 로티어스
- 모리스 베니초우
- 모리스 가렐
- 나탈리 리차드
- 레미 마틴
- Stephen Salvati

## 기타
- 원작자: Arnaud Cathrine
- 미술: Valerie Saradjian
- 의상: Edwige Morel DArleux
- 배역: Christelle Baras
- 배역: 브리짓 므와동